# Greccio
Greccio település Olaszországban, Lazio régióban, Rieti megyében. Lakosainak száma 1495 fő (2023. január 1.). Greccio Cottanello, Stroncone, Contigliano és Rieti községekkel határos.

## Népesség
A település lakossága az elmúlt években az alábbi módon változott:

| 2018 | 1 554 |
| 2023 | 1 495 |